# Kalin hram u Kalighatu
Hram božice Kali nalazi se u Kalighatu, Kolkata, Indija. U hinduizmu, Kali je oblik razorne snage Vrhovnog Bića.
Prema hinduističkoj mitologiji, božica Kali boravi u hramu te etimologija naziva Kalighat dolazi od Kalina imena (Ghat = »obala rijeke«). Nakon što se njegova supruga Sati spalila, bog Šiva bijaše zaslijepljen ljutnjom te je počeo plesati »ples uništenja«. Kako bi spasio svijet, bog Višnu razdijelio je Satino truplo, pa su dijelovi pali na razna mjesta, koja postaše povezana sa ženskom energijom (Šakti).